# Najlepsza Trójka
Najlepsza Trójka (ros. Лучшая тройка; Три бомбардира - Trzej Strzelcy) – nagroda przyznawana corocznie łącznie trzem zawodnikom w rosyjskich rozgrywkach hokeja na lodzie KHL.
Trofeum otrzymuje tercet hokeistów, którzy w sezonie zasadniczym zdobyli najwięcej goli.
Wyróżnienie ustanowiła w 1971 roku gazeta Trud. Początkowo jako kryterium sumowania bramek traktowano stabilne zestawienie trzech zawodników w trakcie sezonu. Od 2005 roku dla zaliczenia goli do danej trójki graczy wymagane jest ich równoczesne przebywane na lodzie w chwili zdobycia trafienia
Jest przyznawana od sezonu 1986/1987 najwyższych rozgrywek hokejowych na terenie obecnej Rosji. Od tego czasu obejmuje sezony:
- Mistrzostwa ZSRR w hokeju na lodzie (1970-1991)
- Superliga rosyjska w hokeju na lodzie (1994-2008)
- Kontinientalnaja Chokkiejnaja Liga (od 2008)

## Nagrodzeni
| Sezon     | Zawodnicy                                                                                                   | Klub                       | Gole          |
| --------- | --- | -------------------------- | ------------- |
| 1969/1970 | Walerij Charłamow – Boris Michajłow – Władimir Pietrow                                                      | CSKA Moskwa                | 124           |
| 1970/1971 | Walerij Charłamow – Boris Michajłow – Władimir Pietrow                                                      | CSKA Moskwa                | 88            |
| 1971/1972 | Walerij Charłamow – Anatolij Firsow – Władimir Wikułow                                                      | CSKA Moskwa                | 78            |
| 1972/1973 | Aleksandr Jakuszew – Aleksandr Martyniuk – Władimir Szadrin                                                 | Spartak Moskwa             | 72            |
| 1973/1974 | Wiaczesław Anisin – Aleksandr Bodunow – Jurij Lebiediew                                                     | Krylja Sowietow Moskwa     | 64            |
| 1974/1975 | Walerij Charłamow – Boris Michajłow – Władimir Pietrow                                                      | CSKA Moskwa                | 60            |
| 1975/1976 | Aleksandr Jakuszew – Władimir Szadrin – Wiktor Szalimow                                                     | Spartak Moskwa             | 76            |
| 1976/1977 | Aleksandr Golikow – Aleksandr Malcew – Piotr Prirodin                                                       | Dinamo Moskwa              | 77            |
| 1977/1978 | Walerij Charłamow – Boris Michajłow – Władimir Pietrow                                                      | CSKA Moskwa                | 78            |
| 1978/1979 | Aleksandr Golikow – Władimir Golikow – Piotr Prirodin                                                       | Dinamo Moskwa              | 82            |
| 1979/1980 | Walerij Charłamow – Władimir Krutow – Boris Michajłow Boris Aleksandrow – Arkadij Rudakow – Wiktor Szalimow | CSKA Moskwa Spartak Moskwa | 73            |
| 1980/1981 | Władimir Krutow – Siergiej Makarow – Wiktor Żłuktow                                                         | CSKA Moskwa                | 96            |
| 1981/1982 | Władimir Krutow – Igor Łarionow – Siergiej Makarow                                                          | CSKA Moskwa                | 100           |
| 1982/1983 | Władimir Krutow – Igor Łarionow – Siergiej Makarow                                                          | CSKA Moskwa                | 77            |
| 1983/1984 | Władimir Krutow – Igor Łarionow – Siergiej Makarow                                                          | CSKA Moskwa                | 88            |
| 1984/1985 | Władimir Krutow – Igor Łarionow – Siergiej Makarow                                                          | CSKA Moskwa                | 67            |
| 1985/1986 | Władimir Krutow – Igor Łarionow – Siergiej Makarow                                                          | CSKA Moskwa                | 82            |
| 1986/1987 | Władimir Krutow – Igor Łarionow – Siergiej Makarow                                                          | CSKA Moskwa                | 67            |
| 1987/1988 | Wiaczesław Bykow – Andriej Chomutow – Walerij Kamienski                                                     | CSKA Moskwa                | 72            |
| 1988/1989 | Władimir Krutow – Igor Łarionow – Siergiej Makarow                                                          | CSKA Moskwa                | 56            |
| 1989/1990 | Wiaczesław Bykow – Andriej Chomutow – Walerij Kamienski                                                     | CSKA Moskwa                | 61            |
| 1990/1991 | Wiaczesław Bucajew – Pawieł Bure – Walerij Kamienski                                                        | CSKA Moskwa                | 69            |
| 1991/1992 | Igor Czibiriew – Oleg Pietrow – Siergiej Wostrikow                                                          | CSKA Moskwa                | 53            |
| 1992/1993 | Aleksandr Barkow – Aleksandr Sieliwanow – Aleksiej Tkaczuk                                                  | Spartak Moskwa             | 59            |
| 1993/1994 | Dmitrij Dienisow – Rail Muftijew – Borys Timofiejew                                                         | Saławat Jułajew Ufa        | 69            |
| 1994/1995 | Aleksandr Korieszkow – Jewgienij Korieszkow – Konstantin Szafranow                                          | Mietałłurg Magnitogorsk    | 86            |
| 1995/1996 | Anatolij Jemielin – Dienis Metluk – Iwan Swincycki                                                          | Łada Togliatti             | 56            |
| 1996/1997 | Siergiej Gomolako – Andriej Kudinow – Igor Waricki                                                          | Mietałłurg Magnitogorsk    | 42            |
| 1997/1998 | Wiaczesław Bezukładinkow – Andriej Tarasienko – Jurij Złow                                                  | Łada Togliatti             | 55            |
| 1998/1999 | Rawil Gusmanow – Aleksandr Korieszkow – Jewgienij Korieszkow                                                | Mietałłurg Magnitogorsk    | 62            |
| 1999/2000 | Rawil Jakubow – Maksim Suszynski – Dmitrij Zatonski                                                         | Awangard Omsk              | 53            |
| 2000/2001 | Aleksandr Korieszkow – Jewgienij Korieszkow – Jurij Kuzniecow                                               | Mietałłurg Magnitogorsk    | 66            |
| 2001/2002 | Aleksandr Prokopjew – Maksim Suszynski – Dmitrij Zatonski                                                   | Awangard Omsk              | 56            |
| 2002/2003 | Pavel Patera – Martin Procházka – Tomáš Vlasák                                                              | Awangard Omsk              | 46            |
| 2003/2004 | Aleksandr Prokopjew – Maksim Suszynski – Dmitrij Zatonski                                                   | Awangard Omsk              | 62            |
| 2004/2005 | Aleksandr Prokopjew – Maksim Suszynski – Dmitrij Zatonski                                                   | Awangard Omsk              | 43            |
| 2005/2006 | Aleksiej Morozow – Danis Zaripow – Siergiej Zinowjew                                                        | Ak Bars Kazań              | 48            |
| 2006/2007 | Aleksiej Morozow – Danis Zaripow – Siergiej Zinowjew                                                        | Ak Bars Kazań              | 73            |
| 2007/2008 | Albiert Leszczow – Siergiej Moziakin – Nikołaj Pronin                                                       | Chimik Mytiszczi           | 49            |
| 2008/2009 | Tony Mårtensson – Aleksiej Morozow – Danis Zaripow                                                          | Ak Bars Kazań              | 55            |
| 2009/2010 | Petr Čajánek – Aleksiej Jaszyn – Maksim Suszynski                                                           | SKA Sankt Petersburg       | 50            |
| 2010/2011 | Matt Ellison – Charles Linglet – Ryan Vesce                                                                 | Torpedo Niżny Nowogród     | 58            |
| 2011/2012 | Niko Kapanen – Aleksiej Morozow – Danis Zaripow                                                             | Ak Bars Kazań              | 46            |
| 2012/2013 | Nikołaj Kulomin – Jewgienij Małkin – Siergiej Moziakin                                                      | Mietałłurg Magnitogorsk    | 40            |
| 2013/2014 | Siergiej Moziakin – Danis Zaripow – Jan Kovář                                                               | Mietałłurg Magnitogorsk    | 71            |
| 2014/2015 | Nigel Dawes – Dustin Boyd – Brandon Bochenski                                                               | Barys Astana               | 62            |
| 2015/2016 | Nigel Dawes – Dustin Boyd – Brandon Bochenski                                                               | Barys Astana               | 50            |
| 2016/2017 | Wadim Szypaczow – Jewgienij Dadonow – Nikita Gusiew                                                         | SKA Sankt Petersburg       |               |
| 2017/2018 | Joonas Kemppainen – Linus Omark – Teemu Hartikainen                                                         | Saławat Jułajew Ufa        | 42            |
| 2018/2019 | nie przyznano                                                                                               | nie przyznano              | nie przyznano |
| 2019/2020 | André Petersson – Dmitrij Jaškin – Wadim Szypaczow                                                          | Dinamo Moskwa              | 34            |
| 2020/2021 | Markus Granlund – Teemu Hartikainen – Sakari Manninen                                                       | Saławat Jułajew Ufa        | 63            |
| 2021/2022 | Jakob Lilja – Curtis Valk – Nikita Michajlis                                                                | Barys Astana               | 35            |
| 2022/2023 | Władimir Tkaczow – Corban Knight – Reid Boucher                                                             | Awangard Omsk              | 42            |
| 2023/2024 | Władimir Tkaczow – Ryan Spooner – Reid Boucher                                                              | Awangard Omsk              | 66            |
| 2024/2025 | Michaił Ilin – Danił Ajmurzin – Kiriłł Pilipienko                                                           | Siewierstal Czerepowiec    | 42            |